# 32.º distrito congresional de Texas
El 32.º distrito congresional es un distrito congresional que elige a un Representante para la Cámara de Representantes de los Estados Unidos por el estado de Texas.  Según la Oficina del Censo, en 2011 el distrito tenía una población de 637 710 habitantes. Actualmente el distrito está representado por el Republicano Colin Allred.

## Geografía
El 32.º distrito congresional se encuentra ubicado en las coordenadas 32°55′13″N 96°39′13″O / 32.92028, -96.65361.

## Demografía
Según la Oficina del Censo de los Estados Unidos, en 2011 había 637 710 personas residiendo en el 32.º distrito congresional. De los 637 710 habitantes, el distrito estaba compuesto por 454 411 (71.3%) blancos; de esos, 445 209 (69.8%) eran blancos no latinos o hispanos. Además 50 674 (7.9%) eran afroamericanos o negros, 2 898 (0.5%) eran nativos de Alaska o amerindios, 32 385 (5.1%) eran asiáticos, 408 (0.1%) eran nativos de Hawái o isleños del Pacífico, 94 900 (14.9%) eran de otras razas y 11 236 (1.8%) pertenecían a dos o más razas. Del total de la población 270 204 (42.4%) eran hispanos o latinos de cualquier raza; 225 032 (35.3%) eran de ascendencia mexicana, 2 148 (0.3%) puertorriqueña y 1 218 (0.2%) cubana. Además del inglés, 3 910 (37.2%) personas mayor a cinco años de edad hablaban español perfectamente.
El número total de hogares en el distrito era de 243 582, y el 59.9% eran familias en la cual el 30.4 tenían menores de 18 años de edad viviendo con ellos. De todas las familias viviendo en el distrito, solamente el 42.9% eran matrimonios. Del total de hogares en el distrito, el 4.9 eran parejas que no estaban casadas, mientras que el 1% eran parejas del mismo sexo. El promedio de personas por hogar era de 2.59. 
En 2011 los ingresos medios por hogar en el distrito congresional eran de US$51 046, y los ingresos medios por familia eran de US$106 227. Los hogares que no formaban una familia tenían unos ingresos de US$96 911. El salario promedio de tiempo completo para los hombres era de US$40 974 frente a los US$38 757 para las mujeres. La renta per cápita para el distrito era de US$33 951. Alrededor del 14% de la población estaban por debajo del umbral de pobreza.